# Antipositivisme
L'antipositivisme és una teoria que busca distingir la metodologia de les ciències socials de la de les ciències experimentals i que considera erroni aplicar el mètode científic i l'empirisme com a únics apropaments a una qüestió. Els seus defensors rebutgen el positivisme excessiu per ser massa simplificador i no adient per a un camp on l'acció humana té un paper cabdal, amb la seva dosi d'atzar i on el context determina les dades. Per tant, no es poden predir conductes individuals o socials amb la mateixa exactitud que fenòmens naturals, el que cal fer és intentar entendre-les en el seu marc.